# Uhlunga
Uhlunga is een geslacht van wantsen uit de familie van de Acanthosomatidae (Kielwantsen). Het geslacht werd voor het eerst wetenschappelijk beschreven door William Lucas Distant in 1892.

## Soorten
Het genus is monotypisch en bevat alleen de volgende soort:

- Uhlunga typica Distant, 1892